# 開封市市旗
開封市市旗，是中華人民共和國河南省開封市的市旗，創始於2006年3月17日開封市十二屆人大常委會第十五次會議，授權開封市政府徵集和確定市旗、市徽。然而早在1997年11月18日，中共中央辦公廳及國務院辦公廳發表《中共中央辦公廳、國務院辦公廳關於禁止自行製作和使用地方旗、徽的通知》，要求各級地方政府禁止自行製作和使用地方旗及地方徽，廣州、寧波等城市相繼廢除地方旗及地方徽。虽然这面“市旗”是在这个禁旗徽通知颁布9年以后问世，但开封市政府鮮少在公開場合使用这一市旗。

## 設計
開封市市旗的形狀、顏色、以及市徽圖案，無論在旗幟正面或背面看時都是一樣，只是方向有所不同。旗幟正面為旗桿在左之一面，為旗桿在右之旗幟背面，均應對應製作。市旗和市徽的規格和使用方法，由2006年發表的《2006杭州世界休閒博覽會開封市市旗、市徽徵集評選公告》及市旗設計者北方設計廣告有限公司具體表述。開封市政府同時制定了展示市旗和市徽時必須遵從的條件，以下作出相關簡述。

### 象徵意義
市旗為長方形，尺寸是166cm×96cm，背景為中國紅，寓意開封充滿活力，邁步向復興美好的未來；旗中央鑲嵌市徽，市徽呈圓形，以白色為主，上部為半圓的太陽，正在古城女牆上地平線冉冉升起；太陽中央的信鴿以開封兩字的拼音KAIFENG首字K和F變形而成，象徵誠信；市徽中部城牆有七垛女牆，代表開封七朝古都的身份；市徽下部的漸變橫線代表水，中央菊花交疊橫線，映襯開封「北方水城，菊香天下」的城市主題；市徽兩旁有開封的篆字，象徵城市歷史厚重和積淀。市旗整體的象徵意義是擁有千年歷史的古城插上誠信的翅膀，騰飛翱翔在中華民族復興的天空。

## 沿革

### 徵集
因應2006年杭州世界休閒博覽會要求參展城市都要有自己的市旗市徽，並在會場懸掛三年，開封作為參展城市之一，有意向製作自己城市的市旗市徽。開封市人民代表大會常務委員會認為，市旗市徽是城市的象徵和標誌，有助加強市民的凝聚力，此外，亦加強城市的品位和形象，推動經濟發展，因此開封市第十二屆人大常委會第十五次會議在2006年3月17日通過徵集、評選和確定市旗市徽。
徵集事宜由開封市發展和改革委員會負責，2006杭州世界休閒博覽會開封參展活動辦公室則負責組織專家評審方案，委員會要求市旗設計必須「構思新穎，寓意深刻，莊重美觀，簡潔大方」，並要對應城市主題「宋都景區、千年夢華、北方水城、菊香天下」，評審結果在媒體上公佈。
其後，辦公室收到314件市旗市徽設計方案，市旗設計稿154件，市徽設計稿160件，來自103位作者，經26位專家不記名投票和開封市副市長吉炳偉主持下，初評出8套作品，再經由網民投票，最終由開封市北方設計廣告有限公司的設計脫穎而出，成為開封市市旗。

### 使用
2006年5月21日杭州世界休閒博覽會開封日開幕，浙江省、河南省、杭州和開封省市等政府要員參加開幕禮，其間在聖馬可廣場舉行升旗儀式，在會場展示三年。